# Rubén Olivares
Rubén Olivares (ur. 14 stycznia 1947 w Meksyku) – meksykański bokser, zawodowy mistrz świata kategorii koguciej i piórkowej.
Rozpoczął karierę boksera zawodowego w 1965. Pierwsze 24 walki wygrał przez nokaut lub techniczny nokaut. Pierwszym znanym przeciwnikiem, z którym się zmierzył, był były mistrz świata wagi muszej Salvatore Burruni, którego Olivares pokonał przez TKO w 3. rundzie 31 marca 1968 w Meksyku. 23 maja 1969 w Inglewood stoczył zwycięski pojedynek o prawo walki o mistrzostwo świata z byłym mistrzem olimpijskim Takao Sakurai, którego pokonał przez TKO w 6. rundzie.
22 sierpnia 1969 w Inglewood pokonał przez nokaut w 5. rundzie obrońcę tytułu Lionela Rose'a z Australii i został nowym mistrzem świata federacji WBA i WBC w wadze koguciej. W obronie zdobytego tytułu pokonał 12 grudnia tego roku w Inglewood Alana Rudkina z Wielkiej Brytanii przez TKO w 2. rundzie i 18 kwietnia 1970, również w Inglewood, swego rodaka Chucho Castillo na punkty. W walce rewanżowej Castillo odebrał Olivaresowi pas mistrzowski, wygrywając 16 października tego roku w Inglewood przez TKO w 14. rundzie. Olivares odzyskał tytuł w swej trzeciej walce z Castillo 2 kwietnia 1971, która, jak poprzednie, toczyła się w Inglewood, wygrywając na punkty.
W 1971 Olivares pokonał jeszcze byłego mistrza świata kategorii muszej Efrena Torresa (10 lipca w Guadalajarze, TKO w 4. rundzie, walka towarzyska), Kazuyoshiego Kanazawę (25 października w Nagoi, (przez nokaut w 14. rundzie) i Jesúsa Pimentela (14 grudnia w Inglewood, przez TKO w 11. rundzie). W kolejnej walce o tytuł 19 marca 1972 w Meksyku przegrał przez nokaut w 8. rundzie ze swym rodakiem Rafaelem Herrerą. Herrera pokonał go również w walce towarzyskiej 14 listopada tego roku.
Olivares przeniósł się do kategorii piórkowej. 23 czerwca 1973 w Inglewood zdobył tytuł mistrza NABF (North American Boxing Federation) wygrywając przez poddanie w 9. rundzie z przyszłym dwukrotnym mistrzem świata, niepokonanym dotąd  Bobbym Chaconem. 9 lipca 1974, także w Inglewood, zdobył wakujący tytuł mistrza świata WBA wagi piórkowej, nokautując w 7. rundzie Zensuke Utagawę. W pierwszej obronie tego pasa został jednak znokautowany w 13. rundzie przez Alexisa Argüello 23 listopada tego roku w Inglewood.
W 1975 Olivares kolejno: zdobył tytuł mistrza świata WBC kategorii piórkowej, wygrywając 20 czerwca przez TKO w 2. rundzie z Bobbym Chaconem, utracił ten tytuł po porażce na punkty 20 września z Davidem Koteyem i przegrał w towarzyskiej walce z przyszłym mistrzem świata Dannym "Little Red" Lopezem przez nokaut w 7. rundzie. Wszystkie te walki stoczono w Inglewood.
Później walczył ze zmiennym szczęściem. 20 sierpnia 1977 w Inglewood przegrał jednomyślnie z Chaconem, 28 kwietnia 1978 w Ciudad Obregón pokonał przez TKO w 2. rundzie przyszłego mistrza świata José Luisa Ramíreza (była to jedyna porażka przed czasem w karierze Ramíreza), a 21 lipca 1979 w Houston po raz ostatni walczył o pas mistrza świata, przegrywając przez TKO w 12. rundzie z Eusebio Pedrozą. Kontynuował karierę do 1981, a później stoczył jeszcze po walce w 1986 i 1988.
Został wybrany w 1991 do Międzynarodowej Bokserskiej Galerii Sławy.